# Яновский, Валериан Андреевич
Валериан Андреевич Яновский (1812—1855) — российский врач—эпидемиолог, доктор медицины.

## Биография
Валериан Яновский  родился в 1812 году. В 1834 году он поступил в число казенных воспитанников Императорской Санкт-Петербургской медико-хирургической академии. 
В 1838 году Валериан Андреевич Яновский был выпущен их ИМХА со званием лекаря и назначен в Санкт-Петербургский военно-сухопутный госпиталь. 
Пять лет спустя В. А. Яновский получил звание штаб-лекаря и стал готовиться к докторскому экзамену, выдержав который, он 9 мая 1852 года защитил диссертацию под заглавием: «Descarlatina» и был удостоен искомой степени. 
В 1854 году Яновский, по случаю свирепствовавшей в Одессе эпидемии тифа, был прикомандирован к № 18 военному временному госпиталю (в Одессе). Здесь в конце следующего 1855 года Валериан Андреевич Яновский  сам заболел тифом и скончался в декабре того же года.